# Thélus
Thélus is een gemeente in het Franse departement Pas-de-Calais (regio Hauts-de-France). De plaats maakt deel uit van het arrondissement Arras. Thélus telde op 1 januari 2022 1.303 inwoners.

## Bezienswaardidheden
- De gemeente telt een aantal militaire begraafplaatsen met gesneuvelden uit de Eerste Wereldoorlog. Lichfield Crater en Zivy Crater zijn mijnkraters die ingericht werden als begraafplaats. Ook op de gemeentelijke begraafplaats van Thélus bevinden zich drie Britse graven. De militaire begraafplaatsen zijn:
  - Bois-Carre British Cemetery
  - Lichfield Crater
  - Nine Elms Military Cemetery
  - Thelus Military Cemetery
  - Zivy Crater

## Geografie
De oppervlakte van Thélus bedroeg op 1 januari 2022 8,99 vierkante kilometer; de bevolkingsdichtheid was toen 144,9 inwoners per km².

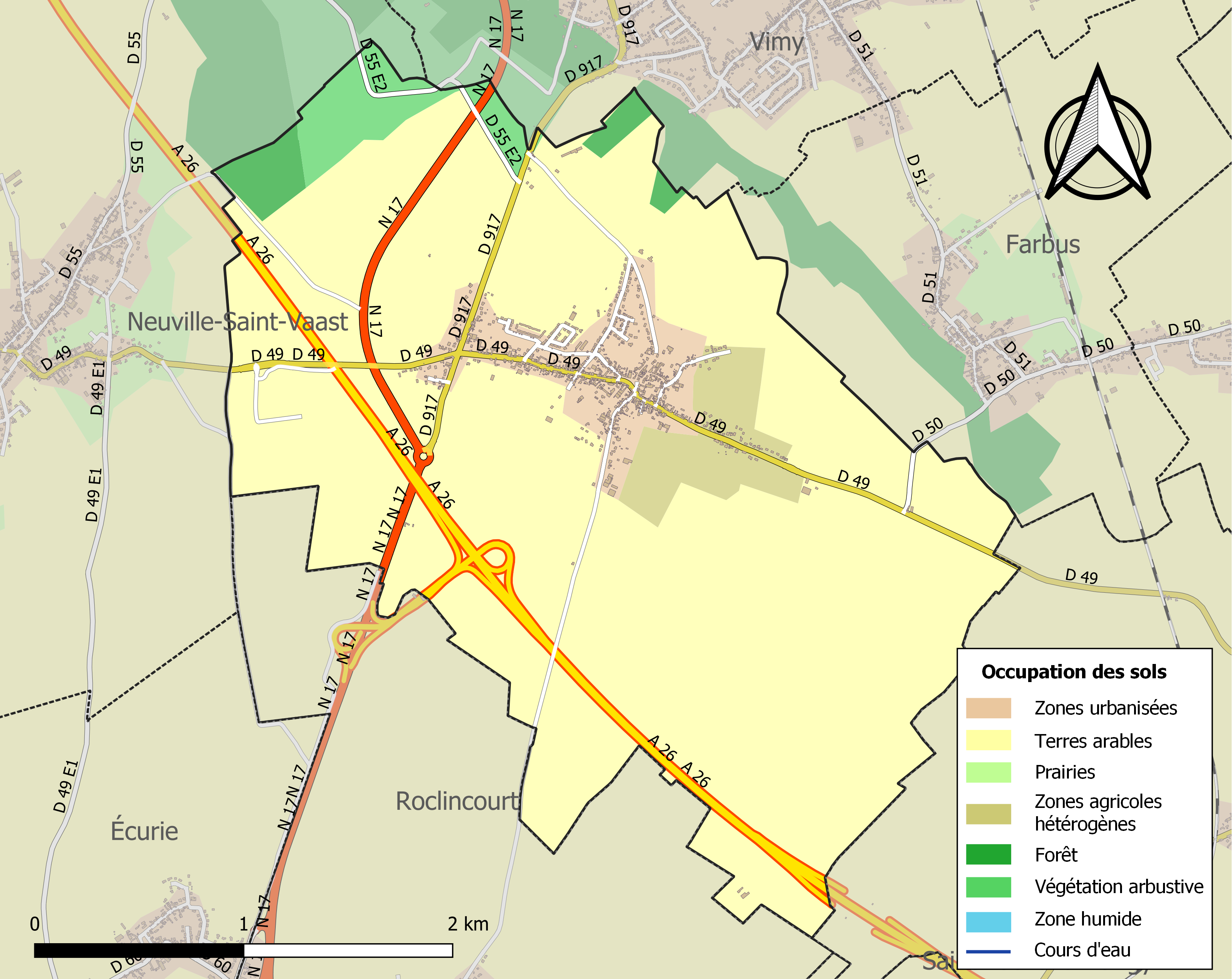
Kaart van de gemeente met belangrijkste infrastructuur, bodemgebruik en omliggende gemeenten

## Demografie
Onderstaande figuur toont het verloop van het inwonertal (bron: INSEE-tellingen).